# Nova Textile Bumbac Pitești
Nova Textile Bumbac Pitești, societate membră a Grupului Serviciile Comerciale Române, alături de Sinterom Cluj-Napoca, Contactoare Buzău, Chimcomplex Borzești, Iașitex Iași, Uzuc Ploiești, Caromet Caransebeș, Someș Dej, Aisa Invest Cluj-Napoca și Inav București, este o companie din România producătoare de  de țesături din bumbac și tip bumbac din România.
În 2004 Iașitex Iași achiziționează activele S.C. Novatex S.A. Pitești, înființându-se o nouă firmă, Nova Textile  Bumbac.
Compania oferă o gamă variată de produse: de la confecționarea de cămăși, la cea de echipamente de protecție; de la îmbrăcăminte exterioară, la articole casnice, precum și pentru utilizarea în alte industrii. 
Pe piața internă compania colaborează cu firme din diferite domenii de activitate ale industriei textile și exportă in țările Uniunii Europene cum ar fi: Germania, Italia, Franța, Belgia, Irlanda, Anglia, Ungaria, Olanda, Suedia.
Nova Textile Bumbac are sediul in Pitești pe strada George Coșbuc, nr. 70. Adresa web: www.nova-textile.ro
Cifra de afaceri în 2009: 17 milioane lei
Venit net în 2009: 22 mii lei

## Produse
Gama de produse cuprinde:
- Țesături pentru camași-bluze, articole de modă-din fire pieptănate
- Articole speciale
- Cămăși medii - groase
- Țesături pentru echipamente de protecție, echipamente de lucru, îmbracăminte exterioară
- Țesături pentru articole casnice
- Articole tehnice
- Confecții